# Gabriel Knight: Sins of the Fathers
Gabriel Knight: Sins of the Fathers ("Le Colpe dei Padri") è il primo videogioco della trilogia di avventure Gabriel Knight.
È stato pubblicato nel 1993, solo in inglese, come uno dei molti giochi prodotti da Sierra Entertainment utilizzando un formato non-lineare. Per supplire alla mancanza di coesione, questo primo episodio usa un sistema di "giorni" sul quale si sviluppa poi la trama. Ogni "giorno" prevede una serie di azioni da compiere, e non si chiude finché questa non viene completata, ottenendo come risultato la garanzia della risoluzione delle dipendenze lineari delle azioni. Questo formato è stato in seguito utilizzato per tutta la serie, sostituendo nei seguenti episodi i "giorni" rispettivamente con "capitoli" e "blocchi temporali".
Il gioco è stato sviluppato utilizzando al meglio le tecniche di animazione elaborate da Sierra. Inizialmente fu sviluppato e distribuito in versione floppy-disk, ma il successo fu tale da indurre la Sierra a produrre anche una versione CD-ROM; quest'ultima permette al giocatore l'ascolto di dialoghi recitati, che sono stati interpretati da molti attori famosi tra cui Tim Curry, Mark Hamill e Michael Dorn.
La casa produttrice di videogiochi Pinkerton Road (di cui Jane Jensen è fondatrice e proprietaria) ha creato un remake del gioco, disponibile anche in lingua Italiana.

## Trama
Il primo gioco della serie ci presenta Gabriel Knight nella sua vita quotidiana, mentre manda avanti il suo negozio di libri e tenta di scrivere un thriller. Quando un'ondata di strani omicidi connessi al culto vudù investe la città, poco prima della festa di St. John's Eve, Gabriel inizia ad investigare la cosa con l'aiuto di un suo amico, il detective Mosely, sperando di trarne ispirazione per il suo libro. Scoprirà invece che la sua famiglia ha avuto una tradizione come Schattenjäger, Cacciatori d'Ombre, e che una maledizione la perseguita da quando uno dei suoi antenati ha fallito nel compiere il suo dovere di Schattenjäger nella Charleston coloniale di secoli prima; si scopre inoltre che è proprio a causa di questa maledizione che Gabriel si trova coinvolto negli omicidi vudù, e che la donna che egli ama è implicata in questi delitti. La decisione di Gabriel (delegata al giocatore) tra mettere al primo posto l'amore o il proprio dovere porta la storia a due possibili conclusioni diverse.

## Curiosità
La versione su dischetti di Sins of the Fathers presentava numerosi "bachi", corretti almeno parzialmente con delle patch distribuite dalla Sierra, o addirittura dei semplici "consigli pratici". All'inizio del 4º giorno il gioco si bloccava dopo pochi istanti: per superare l'impasse era necessario regolare al massimo la velocità di spostamento dei personaggi. In seguito, nel 2004, la maggior parte di questi "bachi" furono risolti mediante patch non ufficiali da Enrico Rolfi, un appassionato del gioco.

## Remake
Nel 2014, la Phoenix Online Studio ha pubblicato Gabriel Knight: Sins of the Fathers 20th Anniversary Edition.
Il remake ha incluso la traduzione in Italiano dei testi del gioco a cura di un team di appassionati, tra i quali figuravano il già citato Enrico Rolfi ed Alberto Pomponi del sito IAGTG. Il gruppo di traduttori aveva già tradotto la versione originale del gioco nel 2006, ma in maniera non ufficiale.